# Franco Moscone
Franco Moscone CRS (ur. 10 grudnia 1957 w Alba) – włoski duchowny rzymskokatolicki, arcybiskup Manfredonia-Vieste-San Giovanni Rotondo od 2019.

## Życiorys
Święcenia kapłańskie otrzymał 16 czerwca 1984 w zgromadzeniu Ojców Somaskich. Po święceniach pracował przy zakonnym seminarium, a w latach 1992–1995 był nauczycielem w Collegio Emiliani w Genui. W 1995 został skierowany do Torunia w celu założenia pierwszej polskiej placówki zakonnej, a w latach 1996–1998 był delegatem prowincjalnym dla Polski. Po powrocie do kraju w 2000 został przełożonym Collegio Emiliani, w 2005 wikariuszem generalnym zgromadzenia, a w 2008 jego generałem.
3 listopada 2018 papież Franciszek mianował go ordynariuszem archidiecezji Manfredonia-Vieste-San Giovanni Rotondo. Sakry udzielił mu 12 stycznia 2019 biskup Marco Brunetti.